# سیارک ۱۷۶۰۰
سیارک ۱۷۶۰۰ (به انگلیسی: 17600 Dobrichovice، نامگذاری:1995SO) هفده هزار و ششصدمین سیارک کشف شده‌است که در ۱۸ سپتامبر ۱۹۹۵ کشف شد.